# Charles Gordon Curtis

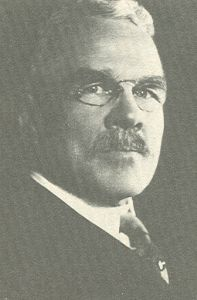
Charles Gordon Curtis

Charles Gordon Curtis (* 20. April 1860 in Boston; † 10. März 1953 in Central Islip, Suffolk County, New York) war ein US-amerikanischer Ingenieur, Erfinder und Patentanwalt. Bekannt ist er vor allem als Entwickler der nach ihm benannten Curtis-Dampfturbine.

## Leben und Wirken
Curtis studierte bis 1881 Bauingenieurwesen an der Columbia-Universität in New York, anschließend zwei Jahre Rechtswissenschaft an der New York Law School. Nach dem Studienabschluss 1883 arbeitet Curtis zunächst als Patentanwalt, bevor er sich 1891 entschließt, in die Industrie zu wechseln und für die Crocker & Curtis Electrical Motor Company an der Entwicklung von Elektromotoren und Ventilatoren zu arbeiten.

### Dampfturbine

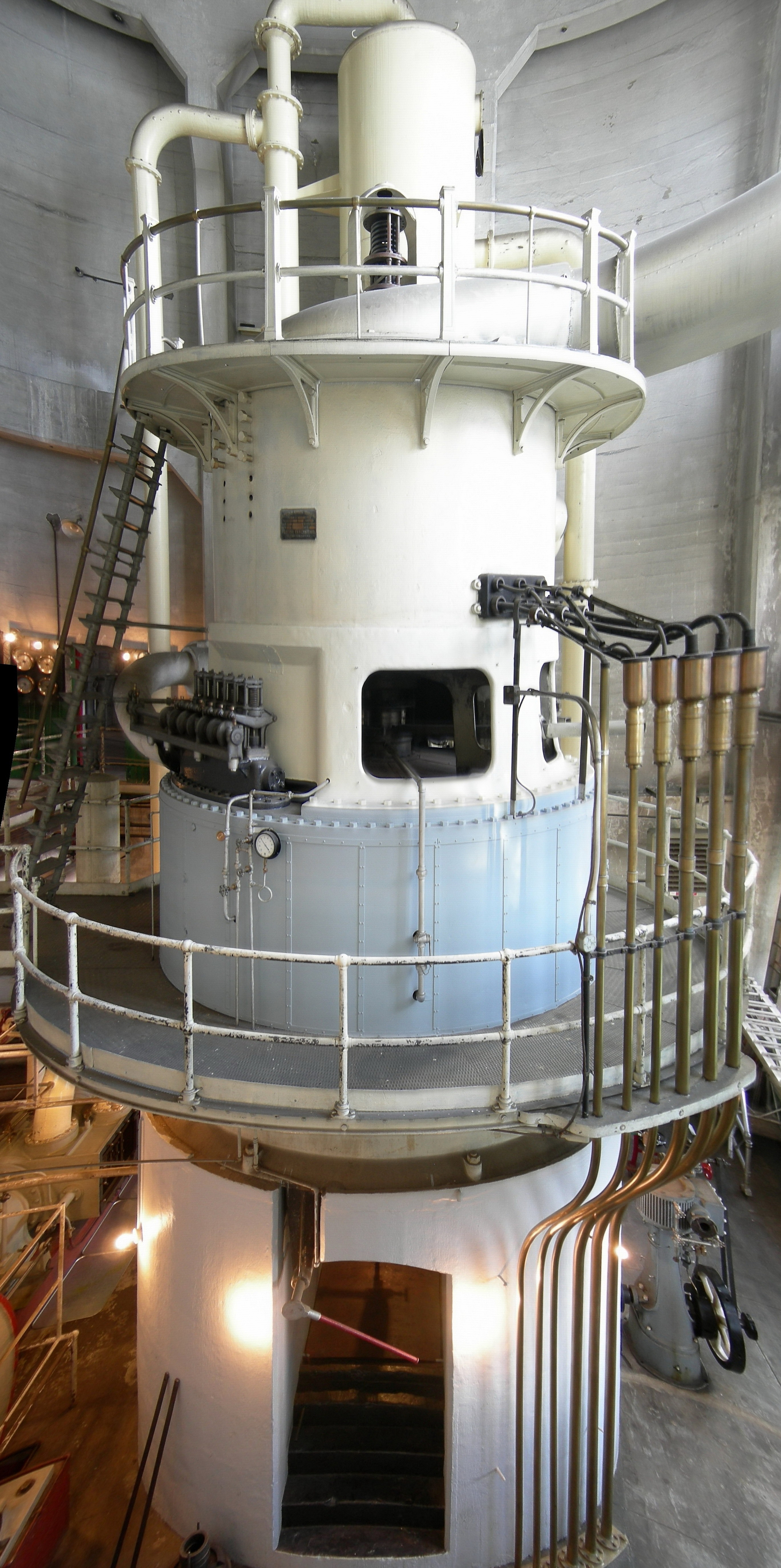
Vertikale Curtis-Turbine von GE

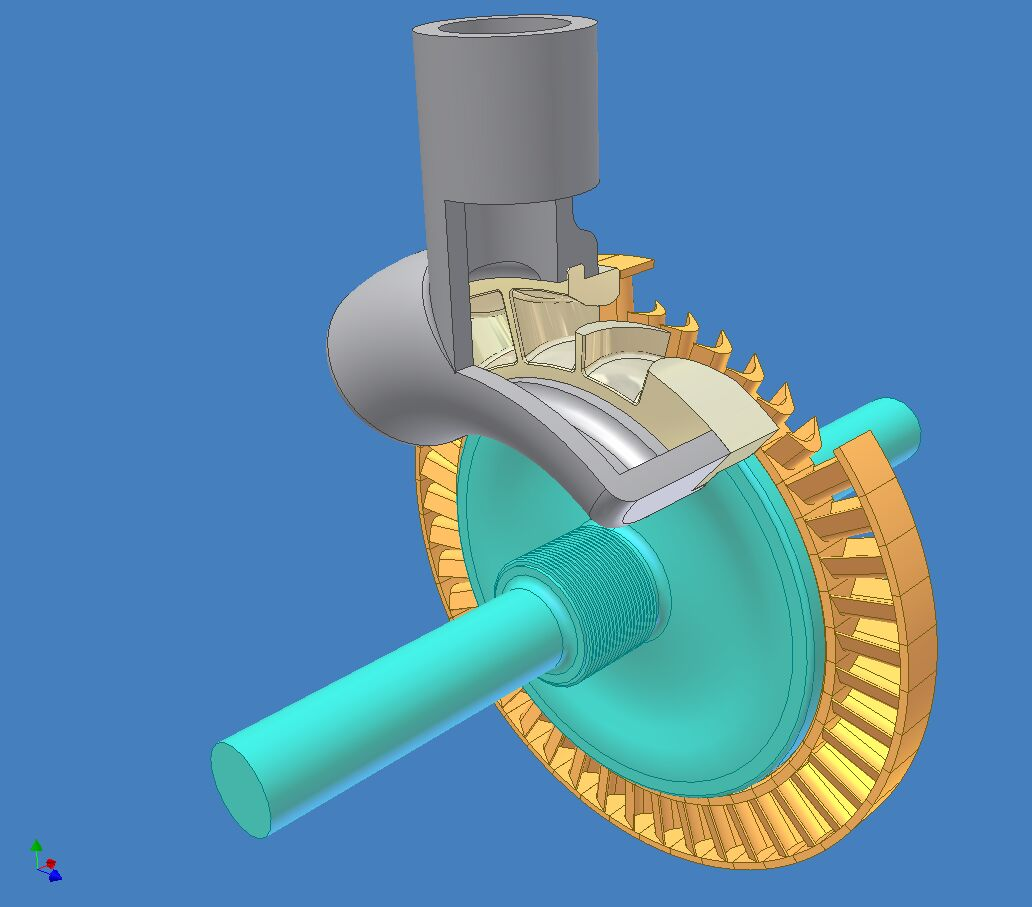
Vereinfachtes Modell einer einstufigen Curtis-Turbine im Schnitt

Im Jahre 1896 ließ sich Curtis zwei Typen von Dampfturbinen patentieren. Er kombinierte dabei die Prinzipien der Lavalturbine und der Parsons-Turbine zu einer mehrstufigen Impulsturbine (ähnlich der etwa zeitgleich, unabhängig entwickelten Rateau-Turbine). Die Curtis-Turbine erreichte zwar einen geringeren Wirkungsgrad als Parsons’ Turbine, war aber deutlich kleiner und einfacher im Aufbau und dadurch sehr gut für einfache Anwendungen und für den mobilen Einsatz, z. B. auf Dampfschiffen, geeignet.
Curtis sprach mit verschiedenen Firmen über die Herstellung seiner Turbinen, fand aber zunächst keinen Interessenten, bis er Edwin W. Rice von General Electric (GE) traf. Ab 1897 stellte GE Curtis-Turbinen her; im Jahre 1901 verkaufte Curtis die Rechte an seinem Patent an GE, die diesen Turbinentyp über viele Jahre in vertikaler (siehe Bild) und horizontaler Bauart vor allem in Kraftwerken einsetzte. Schließlich setzte sich hier jedoch die Parsons-Turbine wegen ihres besseren Wirkungsgrades durch.
Für die Anwendung als Schiffsantrieb wurde die Curtis-Turbine von der International Curtis Marine Turbine Company vermarktet, die wiederum Lizenzen an die britische Werft John Brown & Company vergab. Letztere baute die Brown-Curtis-Turbine u. a. in viele Schiffe der Royal Navy ein. Als Schiffsantrieb findet die Curtis-Turbine auch heute noch Anwendung.
1910 erhielt Curtis für seine Dampfturbinenentwicklung den Rumford-Premium-Preis der American Academy of Arts and Sciences.

### Gasturbine und Sonstiges
Neben der Dampfturbine entwickelte Curtis 1899 auch die erste funktionierende Gasturbine auf dem amerikanischen Kontinent. Hierfür erhielt Curtis 1948 den Jahrespreis der Gasturbinen-Division der American Society of Mechanical Engineers (ASME) und 1950 die Holley-Medaille der ASME.
Neben den o. g. Turbinen erarbeitete Curtis auch Verbesserungen an Verbrennungsmotoren (Spülverfahren für Zweitakt-Dieselmotoren) und beschäftigte sich mit dem Antrieb von Torpedos.